# Saint-Victor-des-Oules
Saint-Victor-des-Oules är en kommun i departementet Gard i regionen Occitanien i södra Frankrike. Kommunen ligger i kantonen Uzès som tillhör arrondissementet Nîmes. År 2022 hade Saint-Victor-des-Oules 308 invånare.

## Befolkningsutveckling
Antalet invånare i kommunen Saint-Victor-des-Oules
Referens:INSEE